# Olivet (Mayenne)
Olivet település Franciaországban, Mayenne megyében. Lakosainak száma 406 fő (2022. január 1.). Olivet La Brûlatte, Le Genest-Saint-Isle, Port-Brillet és Saint-Ouën-des-Toits községekkel határos.

## Népesség
A település népességének változása:
| Lakosok száma | 364  | 403  | 397  | 427  | 423  | 417  | 417  | 414  | 412  | 406  |
|               | 1968 | 1982 | 1990 | 2006 | 2013 | 2015 | 2017 | 2019 | 2020 | 2022 |